# Kanadas premiärminister
Kanadas premiärminister (engelska: Prime Minister of Canada; franska: Premier ministre du Canada) är Kanadas regeringschef och den allra mest inflytelserika politiska befattningen i landet.
Premiärministern leder ministären, är ledamot av Kanadas kronråd och är vanligen ledare för partiet med flest mandat i underhuset. Premiärministerns officiella residens, där alla premiärministrar bott sedan Louis Saint-Laurent 1951, är Sussex Drive 24 i Ottawa i Ontario. 
Kanadas premiärminister är Mark Carney sedan 14 mars 2025.

## Bakgrund
Ämbetet inrättades den 1 juli 1867, i samband med skapandet av Dominionen Kanada. Den kanadensiska premiärministern är landets federala regeringschef och innehar den i praktiken mest inflytelserika politiska befattningen i Kanada. Premiärministerns ämbete finns inte explicit definierat i Kanadas författning, annat än generella regler för ministrar, förutom i en klausul i 1982 års konstitutionsakt som påbjuder möten med provinsernas premiärministrar  i samband med grundlagsändringar.

## Formell och politisk ställning

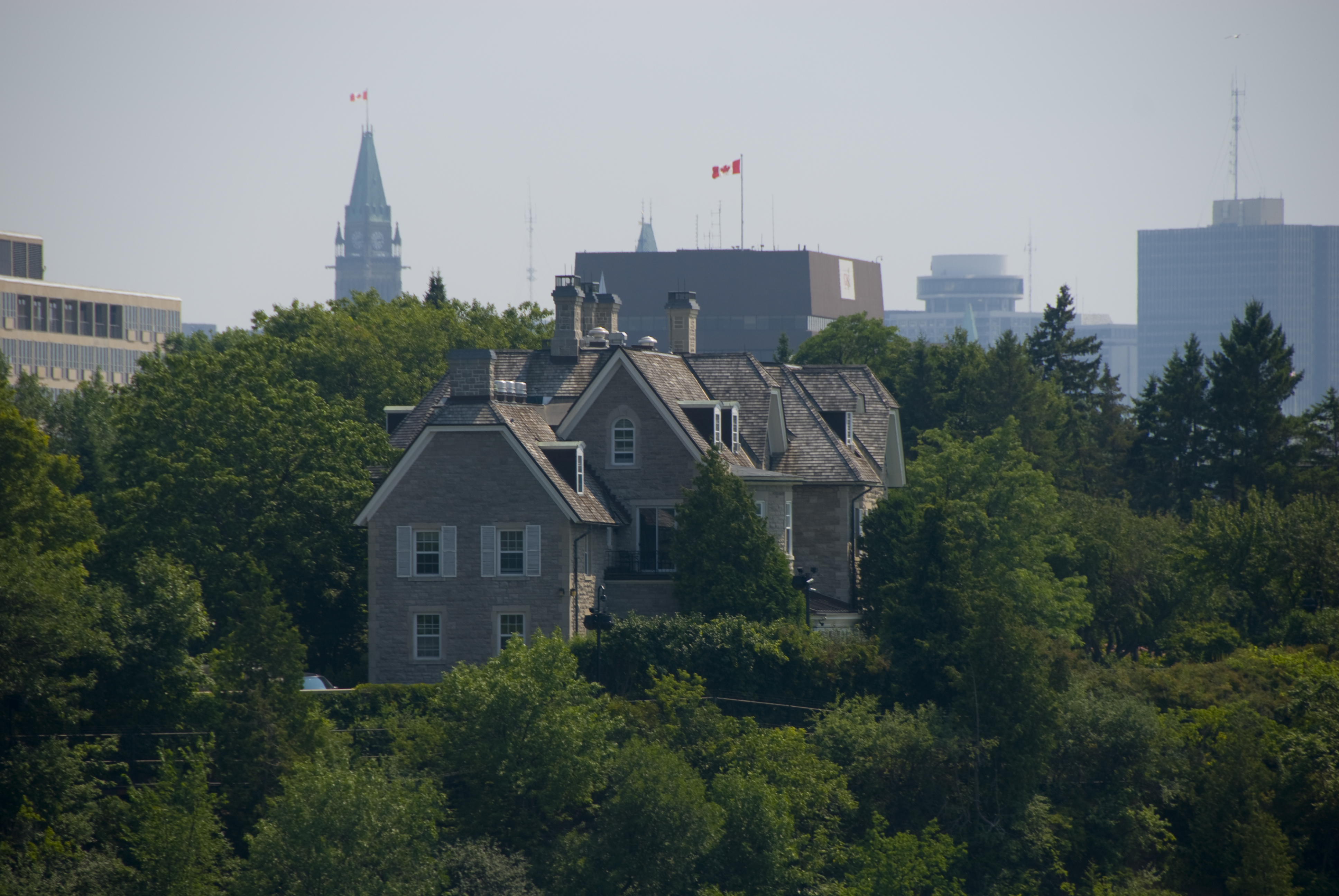
24 Sussex Drive i Ottawa är den kanadensiska premiärministerns officiella residens. Vy från Ottawafloden 2005.

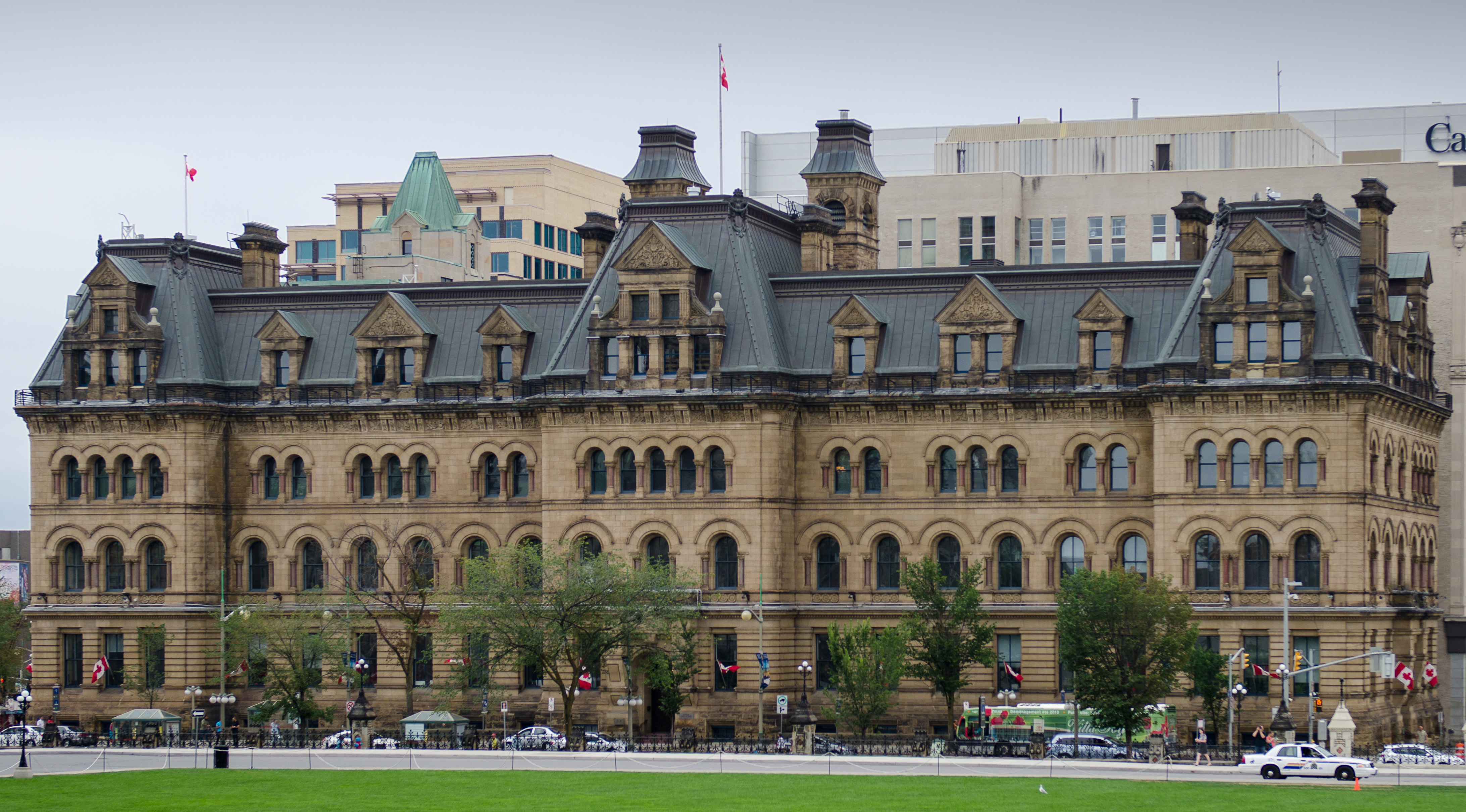
Office of the Prime Minister and Privy Council Building på Parliament Hill i centrala Ottawa, tvärsemot parlamentsbyggnaden, är premiärministerns primära arbetsplats.

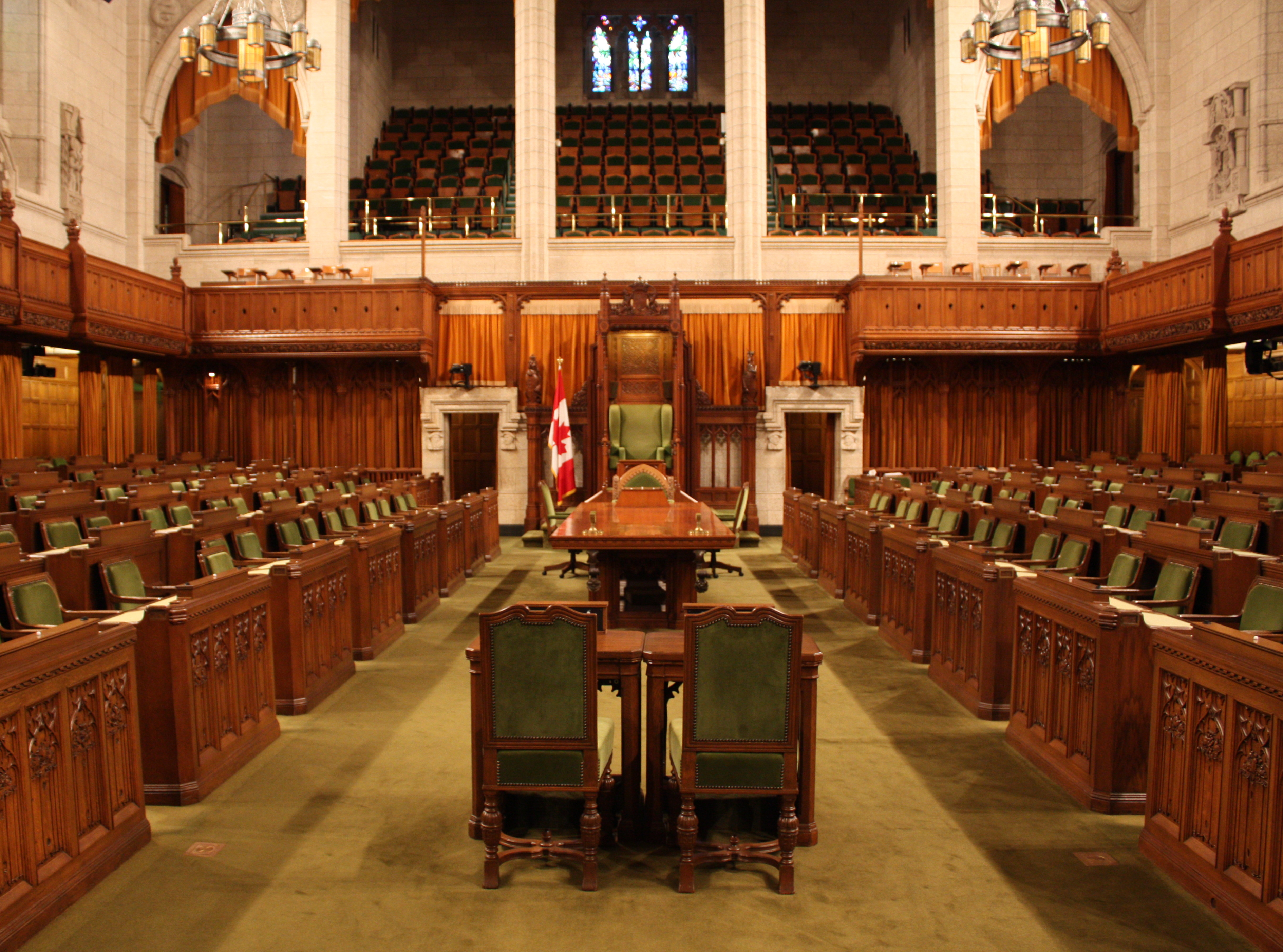
Kammaren för Kanadas underhus. Av oskriven sedvanerätt, likt motsvarigheten i Storbritannien, är Kanadas premiärminister nästan alltid ledamot av partiet med pluralitet i underhuset.

Kanada är en konstitutionell monarki och ett samväldesrike vilket innebär att samma person som är Storbritanniens monark även är Kanadas monark, dock i ett separat och parallellt ämbete. Då samtliga kanadensiska monarker från 1861 varit bosatta i Storbritannien, och först från 1939 under kung Georg VI:s regeringstid kommit på tillfälliga besök till Kanada, representeras den kanadensiska monarken i landet på federal nivå normalt av Kanadas generalguvernör och på provinsnivå av viceguvernörer.
Det är generalguvernören som, i egenskap av vicekunglig representant har en högre ceremoniell och protokollär ställning än premiärministern, formellt utser och entledigar premiärministern utifrån styrkeförhållanden i Kanadas parlament. Generalguvernören ger även kunglig sanktion till lagförslag på ministärens anmodan. Det är dock premiärministern som enrådigt ger bindande råd till monarken vem som utses till generalguvernör och när vederbörande ska entledigas. Enbart premiärministern kan instruera generalguvernören att prorogera parlamentet eller att utlösa nyval.
Såväl monarken och generalguvernören följer nästan alltid de instruktioner som ges av premiärministern, de ytterst få tillfällen i Kanadas historia då en generalguvernör har ignorerat premiärministerns råd har inneburit politisk och konstitutionell kris.

### Roll och befogenheter
I praktiken är premiärministerns ansvar och roll mycket omfattande och berör samtliga delar av den federala statsförvaltningen. Rollen är närmast likalydande med de formella befogenheter i konstitutionen och lagar som attribueras till såväl monarken och generalguvernören, som i praktiken bara är galjonsfigurer. Premiärministerns maktbefogenheter, förpliktelser och ansvarsområden etablerades 1867 efter brittiska förebilder då Kanada blev en självstyrande dominier.  
Premiärministern är alltid ledamot av det kanadensiska kronrådet (engelska: King's Privy Council for Canada).
Premiärministern har en mycket framträdande position vad gäller parlamentets lagstiftande roll. Nästan alla lagförslag i parlamentet kommer från regeringen, vars ministrar premiärministern brukar välja ut bland sina trogna partikamrater i parlamentet. För att vara beslutsmässigt måste ministären var enig, men i praktiken är det premiärministern själv som avgör om enighet råder bland ministrarna. Regeringens propositioner, som kallas Government Bill och numreras enligt modellen "C-18", brukar alltid få stöd bland regeringspartiets representanter i underhuset och det är sällan senaten har invändningar mot den folkvalda kammarens beslut

### Förmycketmakt?
Till skillnad från parlamentsledamöter i flera andra parlamentariska system är alla valda representanter i Kanada underställda en strikt partidisciplin och om en ledamot i underhuset röstar mot partilinjen har partierna auktoriteten att utesluta vederbörande som i praktiken blir en persona non grata. Ledamoten kan då sitta kvar i underhuset som en oberoende ledamot men som sådan kommer personen att sakna medel för sitt arbete och ha små möjligheter att framföra frågor i parlamentet. Detta hände då den liberale ledamoten John Nunziata röstade mot 1995 års budget och premiärministern Jean Chrétien uteslöt honom ur partiet. Uteslutna parlamentsledamöter har små chanser att få ställa upp för sitt parti igen och om de går till val som oberoende kandidater kommer de ha stora svårigheter att finansiera sin valkampanj. Att rösta mot partiet i mindre viktiga frågor kan göra att man går miste om chansen att få en plats i regeringen eller någon av parlamentets kommittéer (motsvarande utskotten i Sveriges riksdag). Ett mer diskret sätt att markera sitt missnöje, som sällan leder till disciplinära straff, är att avstå från att rösta. Men det vanliga är att ledamöterna i underhuset följer partilinjen och garanterar att premiärministerns vilja bokstavligen "blir lag".
Premiärminister Pierre Trudeau, som mer än någon annan före honom koncentrerade makten kring sitt eget ämbete, kallade nedsättande, innan han blev medlem i det liberala partiet, sina partikollegor i underhuset "tränade sälar" och oppositionens ledamöter för "nobodies när de befinner sig 50 yards från underhuset". Under en paus under G8-mötet 1998, då premiärminister Jean Chrétiens mikrofon lämnats påslagen, beklagade han sig över att USA:s president Bill Clinton i princip var maktlös och saknade befogenhet att lösa internationella problem (i sammanhanget en dispyt mellan länderna angående laxfiske) eftersom han var tvungen att rättfärdiga sig inför den amerikanska kongressen. 
Det kanadensiska parlamentariska systemet har sålunda den fördelen att saker kan bli snabbt gjorda och att ansvarsfrågan alltid är lätt att avgöra. Systemet har naturligtvis sina kritiker och de brukar påpeka att maktkoncentrationen gör att Kanada saknar maktdelningens säkerhetsventiler.
I praktiken är det också premiärministern som avgör tillsättningen till fler än 3 000 viktiga poster, bland annat alla ministrar i regeringen (kan bytas ut när som helst), vakanta platser i högsta domstolen och senaten, federala myndighetschefer, chefer för alla federalt ägda statsföretag, alla ambassadörer, provinsernas viceguvernörer och många fler kan bytas ut när som helst.
På sistone har några kanadensare och ett antal ledamöter i underhuset börjat ifrågasätta den makt som författningen koncentrerar på premiärministerns ämbete. De önskar en omdaning av det ineffektiva underhuset för att få till stånd en mer parlamentarisk tillsättning av landets senat och federala domare. Andra pekar istället på faran med att försvaga premiärministerns ställning: 2003 tvingade till exempel en partirevolt Chrétien att avgå.
Premiärministerns makt kringskärs dock av den annars maktlösa senaten. Till exempel drabbades Brian Mulroneys skatt på varor och tjänster och Chrétiens försök att stoppa privatiseringen av Torontos internationella flygplats av kraftiga förseningar sedan senaten, som dominerades av senatorer som föregående regeringar tillsatt, förhalat behandlingen av lagarna. Båda premiärministrarna svarade med att tänja på det konstitutionella ramverket genom använda sitt informella men avgörande inflytande. 
En annan begränsande faktor är det faktum att Kanada är en starkt decentraliserad federation; en stor del av ansvaret och makten ligger hos provinsernas premiärministrar. Alla konstitutionella ändringar måste godkännas i provinserna och alla lagförslag som berör provinsernas jurisdiktion, till exempel sjukvård och utbildning, måste föregås av möten med provinsernas premiärministrar.

## Valbarhet
Alla kanadensiska medborgare över 18 år har rösträtt och får kandidera till Kanadas underhus, från vilket premiärministern brukar utses. Kanada är dock ett tvåspråkigt land och vanligtvis behärskar premiärministern såväl engelska som franska. 
Alla premiärministrar har dessutom haft en plats i parlamentets underhus med undantag för John Joseph Caldwell Abbott och Mackenzie Bowell som regerade från senaten. Om en premiärminister inte lyckas vinna en plats i parlamentet brukar vanligtvis en parlamentsledamot avstå sin plats för att möjliggöra ett fyllnadsval till partiledarens favör. I de fall då en ny partiledare som inte har en plats i parlamentet tillträder precis före ett val, brukar han eller hon vanligtvis vänta till nästkommande val med att kandidera till underhuset. Detta skedde till exempel då John Napier Turner var premiärminister under en kort period 1984 utan att sitta i underhuset - ironiskt nog lyckades han vinna en stol i det val som sedan ledde till att han förlorade regeringsmakten. 

## Ämbetstid
Premiärministern har ingen bestämd ämbetsperiod. Istället kan han eller hon när som helst avgå av personliga skäl, men tvingas bara att avgå om ett oppositionsparti vinner en majoritet av platserna i underhuset. Om premiärministerns parti förlorar en förtroendeomröstning kan premiärministern avgå för att låta ett annat parti bilda regering eller, vilket är vanligare, begära parlamentets upplösning för att åstadkomma ett nyval. Om valet leder till att ett annat parti får majoritet i underhuset erbjuds ändå i första hand premiärministern att fortsätta i regeringsställning genom att till exempel ingå en koalition. Koalitioner är dock ovanliga i kanadensisk politik och vanligt är istället att premiärministern väljer att avgå. 
Allmänna val hålls minst var femte år, men det står premiärministern fritt att när som helst begära parlamentet upplöst om han eller hon önskar ett nytt val. Då en majoritetsregering sitter vid makten hålls val i allmänhet inom ungefär 3,5-5 år men kan också utlysas tidigare som en de facto-folkomröstning när en enskild fråga av särskilt stor betydelse är aktuell. Detta skedde till exempel då frihandelsavtalet med USA blev huvudfrågan i valet 1988. Om en minoritetsregering sitter vid makten kan den fällas genom en förtroendeomröstning i underhuset vilket brukar leda till nyval, till exempel då Joe Clarks minoritetsregering (1979-80) tvingades avgå efter bara nio månader. Jämfört med situationen i till exempel det brittiska parlamentet brukar den kanadensiska premiärministern sitta på sin post under relativt lång tid. 

## Lista över Kanadas premiärministrar
Förkortningar:

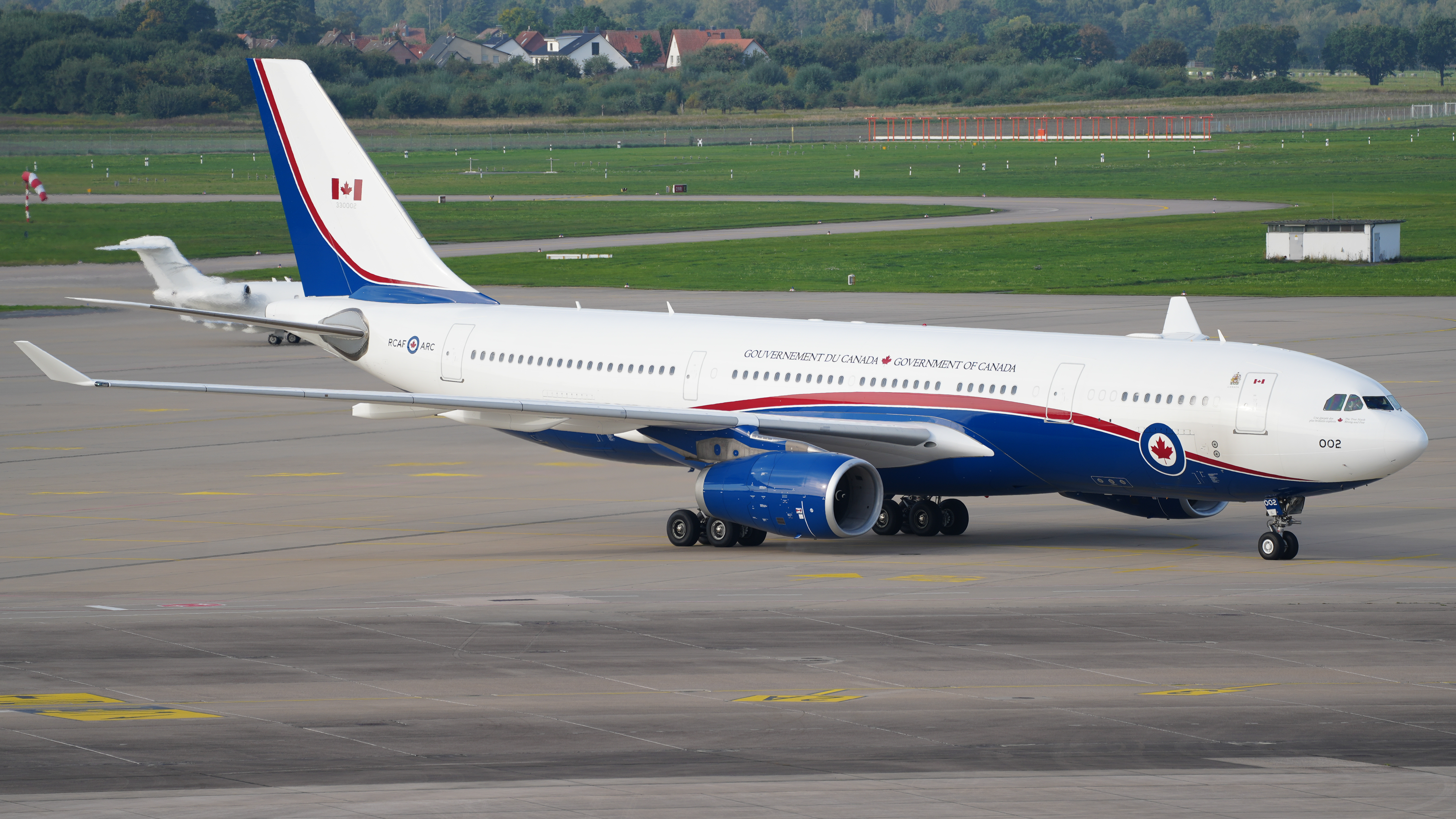
CC-330 Husky är en version av Airbus A330 för Kanadas flygvapen i drift sedan 2023 som används av premiärministern vid utlandsresor.

Heraldiskt märke med 4 lönnlöv som används av tidigare premiärministrar i personliga vapensköldar.

AB: Alberta, BC: British Columbia, MB: Manitoba, NS: Nova Scotia, ON: Ontario, QC: Québec, SK: Saskatchewan
| Premiärminister (parti) | Premiärminister (parti) | Premiärminister (parti)                 | Tillträde         | Avgång            | Parti                                     | Val | Valkrets, provins                                                                                              | Not          |
| ----------------------- | ----------------------- | --------------------------------------- | ----------------- | ----------------- | ----------------------------------------- | --- | --- | ------------ |
|                         | 1.                      | John Macdonald (1815–1891)              | 1 juli 1867       | 5 november 1873   | Liberal-konservativa partiet              | utnämnd 1 juli 1867 vald aug.−sep. 1867 omvald juli−okt. 1872 avgick 5. nov. 1873                                           | Kingston, ON                                                                                                   | [ 13 ] [ 1 ] |
|                         | 2.                      | Alexander Mackenzie (1822–1892)         | 7 november 1873   | 8 oktober 1878    | Liberala partiet                          | utnämnd 7. nov. 1873 vald 22. jan. 1874                                                                                     | Lambton, ON | [ 13 ] [ 1 ] |
|                         |                         | John Macdonald (1815–1891)              | 17 oktober 1878   | 6 juni 1891       | Liberal-konservativa partiet              | vald 17. sep. 1878 omvald 20 juni 1882 omvald 22. feb. 1887 omvald 5 mars 1891 avled i ämbetet                              | Victoria, BC (från 1878) Carleton-Lennox, ON (från 1882) Kingston-Carleton, ON (från 1887) Kingston, ON (1891) | [ 13 ] [ 1 ] |
|                         | 3.                      | John Abbott (1821–1893)                 | 16 juni 1891      | 24 november 1892  | Liberal-konservativa partiet              | utnämnd 16 juni 1891 avgick 24. nov. 1892 (pensionerad)                                                                     | senator | [ 13 ] [ 1 ] |
|                         | 4.                      | John Thompson (1845–1894)               | 5 december 1892   | 12 december 1894  | Konservativa partiet                      | utnämnd 5. dec. 1892 avled i ämbetet                                                                                        | Antigonish, NS                                                                                                 | [ 13 ] [ 1 ] |
|                         | 5.                      | Mackenzie Bowell (1823–1917)            | 21 december 1894  | 27 april 1896     | Konservativa partiet                      | utnämnd 21. dec. 1894 avgick 27 april 1896 (pensionerad)                                                                    | senator | [ 13 ] [ 1 ] |
|                         | 6.                      | Charles Tupper (1821–1915)              | 1 maj 1896        | 8 juli 1896       | Konservativa partiet                      | utnämnd 1 maj 1896 | Cape Breton, NS                                                                                                | [ 13 ] [ 1 ] |
|                         | 7.                      | Wilfrid Laurier (1841–1919)             | 11 juli 1896      | 6 oktober 1911    | Liberala partiet                          | vald 23 juni 1896 omvald 7. nov. 1900 omvald 3. nov. 1904 omvald 26. okt. 1908                                              | Québec-Est, QC                                                                                                 | [ 13 ] [ 1 ] |
|                         | 8.                      | Robert Borden (1854–1937)               | 10 oktober 1911   | 9 juli 1920       | Konservativa partiet Unionistiska partiet | vald 21. sep. 1911 partibyte 12. okt. 1917 omvald 17. dec. 1917 avgick 9 juli 1920 (pensionerad)                            | Halifax, NS (från 1911) Kings, NS (från 1917)                                                                  | [ 13 ] [ 1 ] |
|                         | 9.                      | Arthur Meighen (1874–1960)              | 10 juli 1920      | 28 december 1921  | N.L.C.                                    | utnämnd 7 juli 1920 | Portage La Prairie, MB                                                                                         | [ 13 ] [ 1 ] |
|                         | 10.                     | William Lyon Mackenzie King (1874–1950) | 29 december 1921  | 28 juni 1926      | Liberala partiet                          | vald 6. dec. 1921 (minoritetsregering) omvald 29. okt. 1925 (minoritetsregering) fyllnadsval 15. feb. 1926                  | York North, ON (från 1921) Prince Albert, SK (från 1926)                                                       | [ 13 ] [ 1 ] |
|                         |                         | Arthur Meighen (1874–1960)              | 29 juni 1926      | 24 september 1926 | Konservativa partiet                      | utnämnd 29 juni 1920 | Portage La Prairie, MB                                                                                         | [ 13 ] [ 1 ] |
|                         |                         | William Lyon Mackenzie King (1874–1950) | 25 september 1926 | 6 augusti 1930    | Liberala partiet                          | vald 14. sep. 1926 (minoritetsregering)                                                                                     | Prince Albert, SK                                                                                              | [ 13 ] [ 1 ] |
|                         | 11.                     | Richard Bedford Bennett (1870–1947)     | 7 augusti 1930    | 22 oktober 1935   | Konservativa partiet                      | vald 28 juli 1930 | Calgary-West, AB                                                                                               | [ 13 ] [ 1 ] |
|                         |                         | William Lyon Mackenzie King (1874–1950) | 23 oktober 1935   | 14 november 1948  | Liberala partiet                          | vald 14. okt. 1935 omvald 26 mars 1940 omvald 11 juni 1945 fyllnadsval 6 augusti 1945 avgick 15 november 1948 (pensionerad) | Prince Albert, SK (från 1935) Glengarry, ON (från 1945)                                                        | [ 13 ] [ 1 ] |
|                         | 12.                     | Louis Saint-Laurent (1882–1973)         | 15 november 1948  | 20 juni 1957      | Liberala partiet                          | utnämnd 15. nov. 1948 omvald 27 juni 1949 omvald 10 augusti 1953                                                            | Québec-Est, QC                                                                                                 | [ 13 ] [ 1 ] |
|                         | 13.                     | John Diefenbaker (1895–1979)            | 21 juni 1957      | 21 april 1963     | Progressiv-konservativa partiet           | vald 10 juni 1957 (minoritetsregering) omvald 31 mars 1958 omvald 18 juni 1962 (minoritetsregering)                         | Prince Albert, SK                                                                                              | [ 13 ] [ 1 ] |
|                         | 14.                     | Lester Pearson (1897–1972)              | 22 april 1963     | 19 april 1968     | Liberala partiet                          | vald 8 april 1963 (minoritetsregering) omvald 8. nov. 1965 (minoritetsregering) avgick 20 april 1968 (pensionerad)          | Algoma East, ON                                                                                                | [ 13 ] [ 1 ] |
|                         | 15.                     | Pierre Trudeau (1919–2000)              | 20 april 1968     | 3 juni 1979       | Liberala partiet                          | utnämnd 6 april 1968 omvald 25 juni 1968 omvald 30. okt. 1972 (minoritetsregering) omvald 8 juli 1974                       | Mont-Royal, QC                                                                                                 | [ 13 ] [ 1 ] |
|                         | 16.                     | Joe Clark (född 1939)                   | 4 juni 1979       | 2 mars 1980       | Progressiv-konservativa partiet           | vald 22 maj 1979 (minoritetsregering)                                                                                       | Yellowhead, AB                                                                                                 | [ 13 ] [ 1 ] |
|                         |                         | Pierre Trudeau (1919–2000)              | 3 mars 1980       | 29 juni 1984      | Liberala partiet                          | vald 18. feb. 1980 avgick 29 juni 1984 (pensionerad)                                                                        | Mont-Royal, QC                                                                                                 | [ 13 ] [ 1 ] |
| John Napier Turner      | 17.                     | John Turner (1929–2020)                 | 30 juni 1984      | 16 september 1984 | Liberala partiet                          | utnämnd 16 juni 1984 | var inte underhusledamot                                                                                       | [ 13 ] [ 1 ] |
|                         | 18.                     | Brian Mulroney (1939–2024)              | 17 september 1984 | 24 juni 1993      | Progressiv-konservativa partiet           | vald 4. sep. 1984 omvald 21. nov. 1988 avgick 24 juni 1993 (pensionerad)                                                    | Manicouagan, QC (från 1984) Charlevoix, QC (från 1988)                                                         | [ 13 ] [ 1 ] |
|                         | 19.                     | Kim Campbell (född 1947)                | 25 juni 1993      | 3 november 1993   | Progressiv-konservativa partiet           | utnämnd 13 juni 1993 | Vancouver Centre, BC                                                                                           | [ 13 ] [ 1 ] |
|                         | 20.                     | Jean Chrétien (född 1934)               | 4 november 1993   | 11 december 2003  | Liberala partiet                          | omvald 27. nov. 2000 avgick 11 dec 2003 (pensionerad)                                                                       | Saint-Maurice, QC                                                                                              | [ 13 ] [ 1 ] |
|                         | 21.                     | Paul Martin (född 1938)                 | 12 december 2003  | 5 februari 2006   | Liberala partiet                          | Utnämnd 15 nov. 2003 omvald 28 juni 2004 (minoritetsregering)                                                               | Lasalle-Émard, QC                                                                                              | [ 13 ] [ 1 ] |
|                         | 22.                     | Stephen Harper (född 1959)              | 6 februari 2006   | 4 november 2015   | Konservativa partiet                      | Utnämnd 6 februari 2006 | Calgary Southwest, AB                                                                                          | [ 13 ] [ 1 ] |
|                         | 23.                     | Justin Trudeau (född 1971)              | 4 november 2015   | 14 mars 2025      | Liberala partiet                          | Utnämnd 4 november 2015 | Papineau, QC                                                                                                   | [ 13 ] [ 1 ] |
|                         | 24.                     | Mark Carney (född 1965)                 | 14 mars 2025      | inkumbent         | Liberala partiet                          | Utnämnd 14 mars 2025 | innehar ingen plats i lagstiftande församlingen                                                                | [ 13 ] [ 1 ] |

## Riddarvärdighet
Tidigare var det tradition att monarken skänkte Kanadas premiärministrar riddarvärdighet enligt Storbritanniens belöningssystem vid tillträdandet och premiärministrarna kunde därför lägga till ett "Sir" före sitt namn. Den ende av Kanadas första åtta premiärministrar som valde att inte acceptera riddarvärdighet var Alexander Mackenzie. Sedan Nickleresolutionen 1919 utdelas inte längre brittiska ordnar med riddarvärdighet liksom pärskap till kanadensare.